# أحمد العلاوي
الشيخ أحمد بن مصطفى العلاوي المستغانمي، إليه تنتسب الطريقة العلاوية الصوفية، وحامل لواء الجهاد ضد المستعمر الفرنسي، (1291 هـ - 1351 هـ).

## مولده ونشأته
ولد الحاج أحمد بن المصطفى العلوي سنة 1291هـ في مدينة مستغانم الجزائرية وحيداً بين أختين، وقبل حمل أمه به رأت رسول الله محمد في منامها وبيده الشريفة زهرة نرجس، فابتسم في وجهها وألقى بالزهرة إليها، فقبلتها منه على استحياء، ولما أفاقت قصّت الرؤيا على زوجها فأوّلها بأن الله استجاب دعاءه الذي طالما دعا الله به «رب لا تذرني فرداً وأنت خير الوارثين» وبعد أيام حملت الأم به فاستبشر الأهل بهذا الحمل الذي أعقب الرؤيا، وتمم الله فرحتهم بولادته، فأخذ الأب يغذوه بالتربية والعلم.
أخذ الشيخ أحمد العلاوي العلم عن علماء وقته حتى تضلّع، ثم اجتمع بالمربي الكبير الشريف محمد بن الحبيب البوزيدي،الشاذلي الدرقاوي فرباه بأنواع الرياضات على طريقة الصوفية حتى فاق أقرانه علماً وأدباً، ولما انتقل الشيخ لجوار ربه أجمع الفقراء على توليه إمارة الزاوية بعد شيخهم، فقام بهمة وعزم صادقين.فأنشأ الطريقة العلاوية سنة 1909م.

## نشاطه
مما كان يقلق الشيخ أحمد العلاوي تنفيذ فرنسا برنامجها الخطير وهو فرنسة الشعب الجزائري، فأدرك بثاقب فكره خطورة الموقف، وما أقامه الله به من المسؤولية العلمية، فتصدى لهذا الخطر الداهم بتعليم أتباعه وبثهم دعاة في أرجاء الجزائر، وشيّد الزوايا لتكون صروحاً علمية، وأقام الندوات الفكرية والمحاضرات والمؤتمرات، وأنشأ الصحف وكانت باللغتين العربية والفرنسية حتى تصل الكلمة لكافة قطعات الشعب، فأنشأ صحيفة البلاغ، ولما رأت فرنسا خطورة هذه الصحيفة على مخططاتها في الجزائر أغلقتها، ثم أنشأ بعدها صحيفة المرشد، وقام خليفته الشيخ عدة بن تونس بإنشاء صحيفة لسان الدين، وفعلاً وصلت هذه الكلمة التي خرجت من قلبٍ صادقٍ حريصٍ على إنقاذ هذه الأمة، فثاب الناس إلى دينهم وتمسكوا بأهدابه، وأموا زوايا الشيخ، حتى ما مضى سنوات عدة إلا وأتباعه يعدون بالملايين.
لم يقتصر نشاطه داخل الجزائر، يل تعداه إلى كافة أرجاء أوروبا وغيرها، فكانت له الزوايا في بريطانيا وهولندا وفرنسا، والحبشة والحجاز وفلسطين وسوريا والمغرب الأقصى، حتى صار بحق مجدد التصوف في القرن الرابع عشر الهجري.

## مؤلفاته

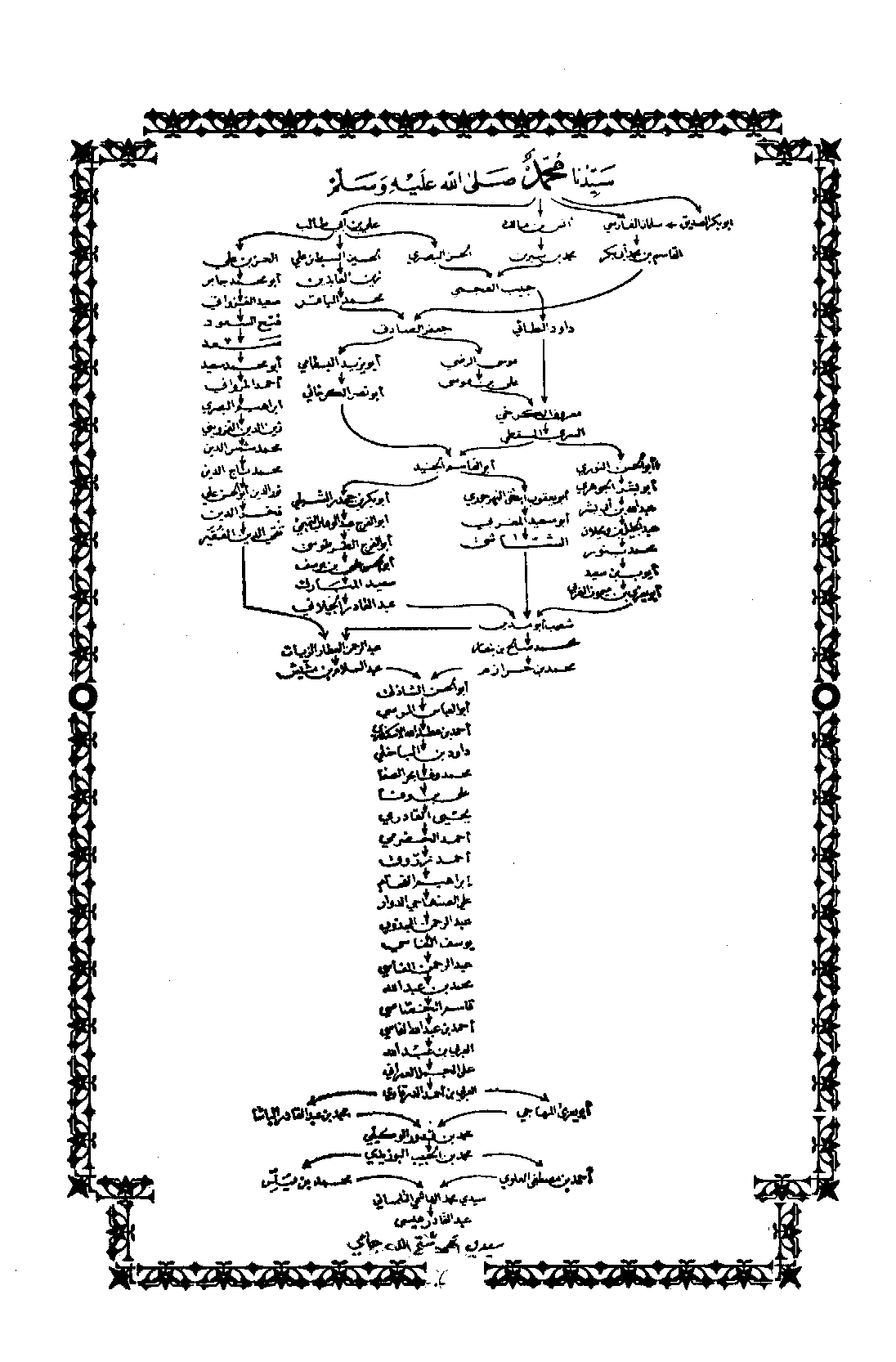
سند الطريقة الشاذلية يظهر فيها اسم «أحمد بن مصطفى العلوي»

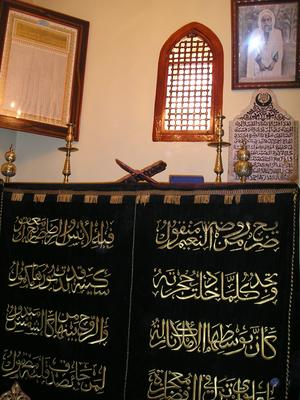
قبر الشيخ أحمد العلاوي في مستغانم في الجزائر

خلّف الأستاذ ثروة علمية فيّمة سواء على صعيد العلماء الذين تخرجوا في زواياه، أو الكتب التي صدرت عنه، وقد استقصيت كتبه ومقالاته في الصحف فحصّلت منها ما يقارب ستة عشر مؤلفاً وقد قامت المطبعة العلاوية التابعة لزاويته بنشر تراثه، من هذه الكتب:
- القول المعروف في الرد على من أنكر التصوف.
- مفتاح الشهود في مظاهر الوجود.
- المواد الغيثية الناشئة عن الحكم الغوثية.
- الناصر معروف في الذب عن مجد التصوف.
- القول المقبول فيما تتوصل إليه العقول.
- البحر المسجور في تفسير القرآن بمحض النور.
- مبادئ التأييد.
- الرسالة العلوية.
- الأنموذج الفريد المشير لخالص التوحيد.
- دوحة الأسرار في معنى الصلاة على النبي المختار.
- المنح القدوسية بشرح المرشد المعين على طريق الصوفية .
- ديوان شعر.
- الألفية في الفقه المالكي
- الأبحاث العلوية في الفلسفة الإسلامية.
- مناهل العرفان في تفسير البسملة وسور من القرآن
- لباب العلم في تفسير سورة النجم .
- نور الإثمد .
- مفتاح علوم السر في تفسير سورة العصر

## وفاته
توفي الشيخ أحمد العلاوي سنة 1351 هـ ودفن بزاويته في مستغانم، وأقيم عليه مقام يؤمه الزوار من مختلف الأرجاء وخلفه الشيخ محمد المداني في قصيبة المديوني ثم بعده الشيخ إسماعيل الهادفي التوزري ثم الشيخ أبو القاسم بلخيري بالرديف ثم خليفته الشيخ ولـيد النّـعماني التوزري هذا وقد خلف الشيخ إسماعيل الهادفي بعد وفاته سنة 1994 عدة مشائخ غير الشيخ أبو القاسم بلخيري ، و من هؤلاء السيد عبد الغني بوبكر الدقاشي و السيد فرحات الطاهر الدقاشي و السيد حمادي بوعلاقي سبيطلة و الشيخ فتحي السلّامي القيرواني.